# Herstelle
Herstelle is een plaats in het zuidoosten van de Duitse gemeente Beverungen, in het uiterste oosten van de deelstaat Noordrijn-Westfalen.

## Geografie
Herstelle ligt aan de zuidelijke (linker) oever van de Wezer. Een veerpont over deze rivier verbindt het dorp met Würgassen en met buurstad Lauenförde. Aan de oostrand van Herstelle mondt de rivier de Diemel uit in de Wezer. Hier grenst het dorp (bij een drielandenpunt Noordrijn-Westfalen/Nedersaksen/Hessen) aan de plaats Bad Karlshafen. De Bundesstraße 83 loopt langs de Wezer door het dorp naar Beverungen en Höxter.

## Geschiedenis
Het dorp leek voorbestemd voor een roemruchte geschiedenis. In 797 sloeg Karel de Grote met zijn mannen hier een winterkwartier op en noemde de plaats Heristal Saxonicum (legerplaats van het land der Saksen). De troepen van Karel leverden in deze omgeving slag met de Saksen om een strategisch belangrijke voorde in de Wezer. De plaats moest een tegenhanger worden voor het niet lang daarvoor gestichte Heristal in Francia, het tegenwoordige Herstal in België.
Rondom een reeds bestaande ringwal werden vele houten huizen gebouwd. Wellicht zou Herstelle een belangrijke en grote stad zijn geworden, als Paus Leo III niet bij Karel de Grote in 799 toevlucht in Paderborn had gezocht en gevonden, een feit dat leidde tot de snelle ontwikkeling van die plaats, in plaats van Herstelle. Daarna verviel Herstelle tot een dorp.

## Belangrijke gebouwen
Er werd in de middeleeuwen op de plaats van de voormalige ringwal een kasteel voor vazallen van het Prinsbisdom Paderborn gebouwd. Dit op een heuvel gelegen kasteel Burg Herstelle werd na een bewogen historie in 1832 in zijn huidige vorm herbouwd. Het kasteel is grotendeels privé bewoond. Een gedeelte van het gebouw is sedert 2017 opengesteld en als educatief centrum op het gebied van cultuur en gezondheid in gebruik. Men kan er cursussen en workshops schilderen, beeldhouwen en dergelijke volgen, en cursussen op (para-)medisch gebied. In een van de zalen kan men in het huwelijk treden.
In 1657 werd in een bestaande pastorie naast een oude kerk een minorietenklooster gesticht, dat in 1734 met een nog bestaande kerk werd uitgebreid en dat tot 1803 bestond. Er bevindt zich sedert 1899 een Benedictijnerabdij van de Beuroner congregatie. In de abdij heeft in 1935 de politicus Konrad Adenauer enige dagen lang toevlucht tegen de nazi's gevonden.
De St. Bartholomeüskerk (gebouwd in 1711 op de locatie van een oudere, wellicht 12e-eeuwse, kerk) bezit enige monumentale glas-in-loodramen, die rond 1900 zijn gemaakt.

## Toerisme
- Nabij het dorp liggen diverse heuvels en rotspunten langs de Wezer, waar men van fraaie uitzichten kan genieten.
- Het dorp ligt aan de langeafstandsfietsroute Weser-Radweg.
- Vanuit het dorp kan men per stoomboot toeristische rondvaarten op de Wezer maken.
- Tot vermaak van vele bezoekers, van zowel veraf als uit de nabije omgeving, wordt jaarlijks op de Wezer bij het dorp een Duits Kampioenschap Wrikken gehouden.

## Afbeeldingen

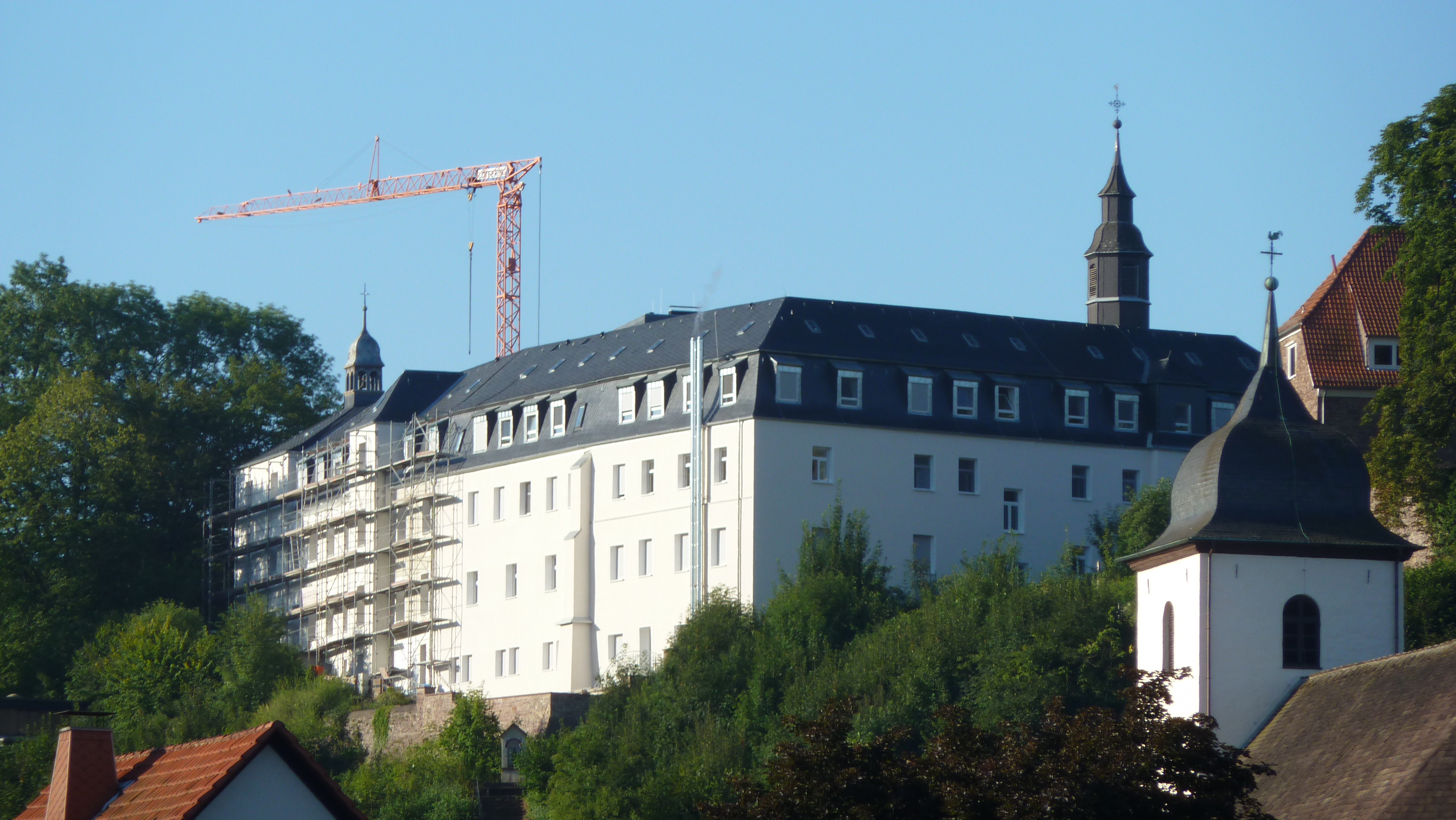
Abdij Herstelle
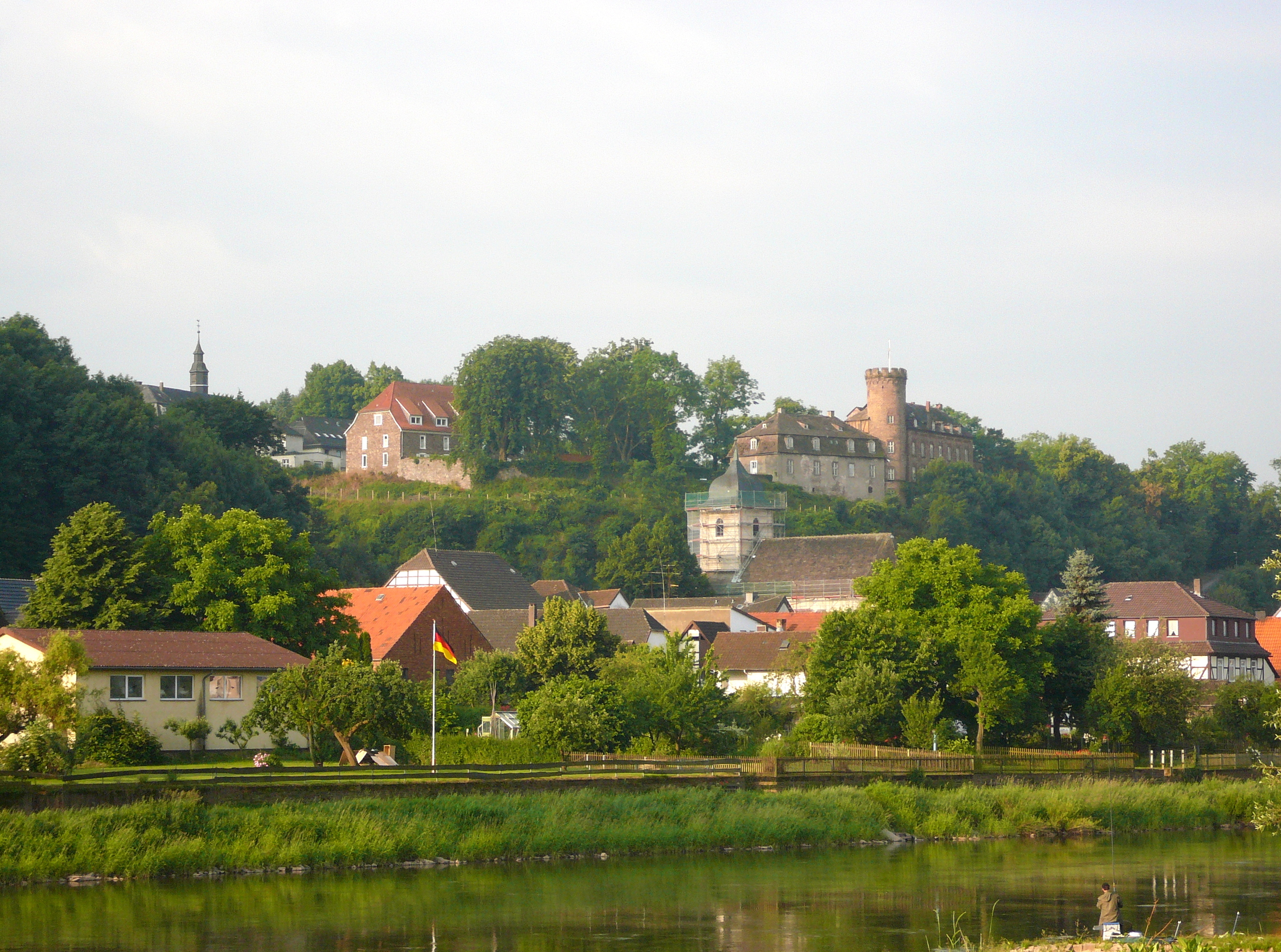
Het dorp Herstelle
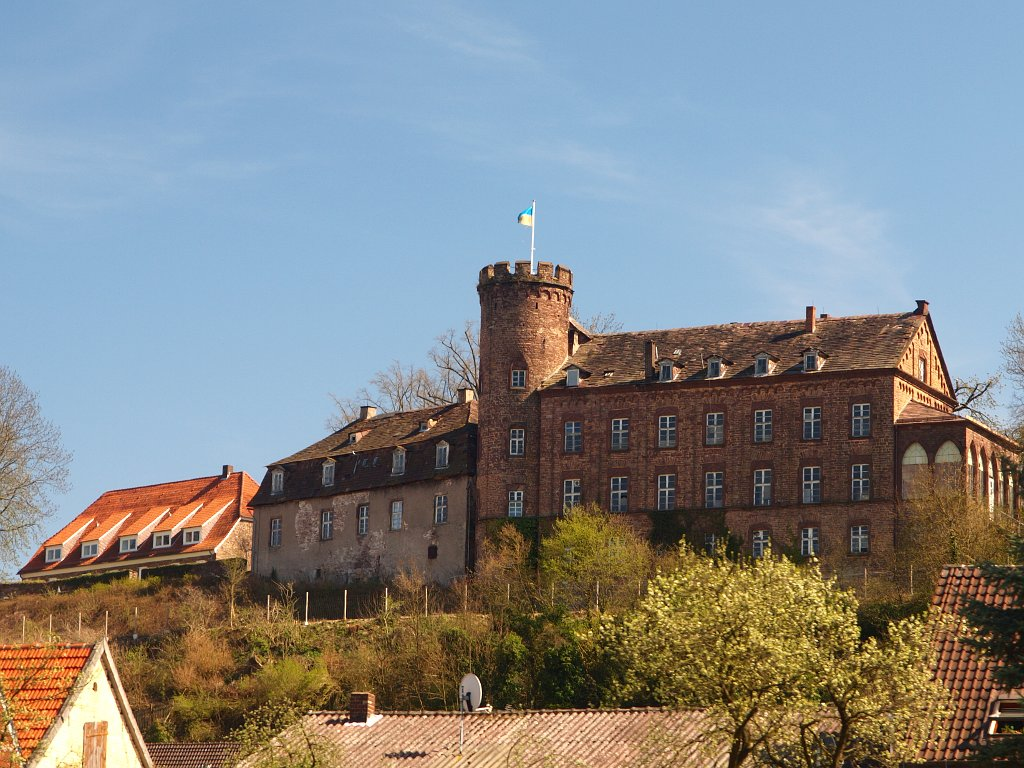
Burcht van Herstelle
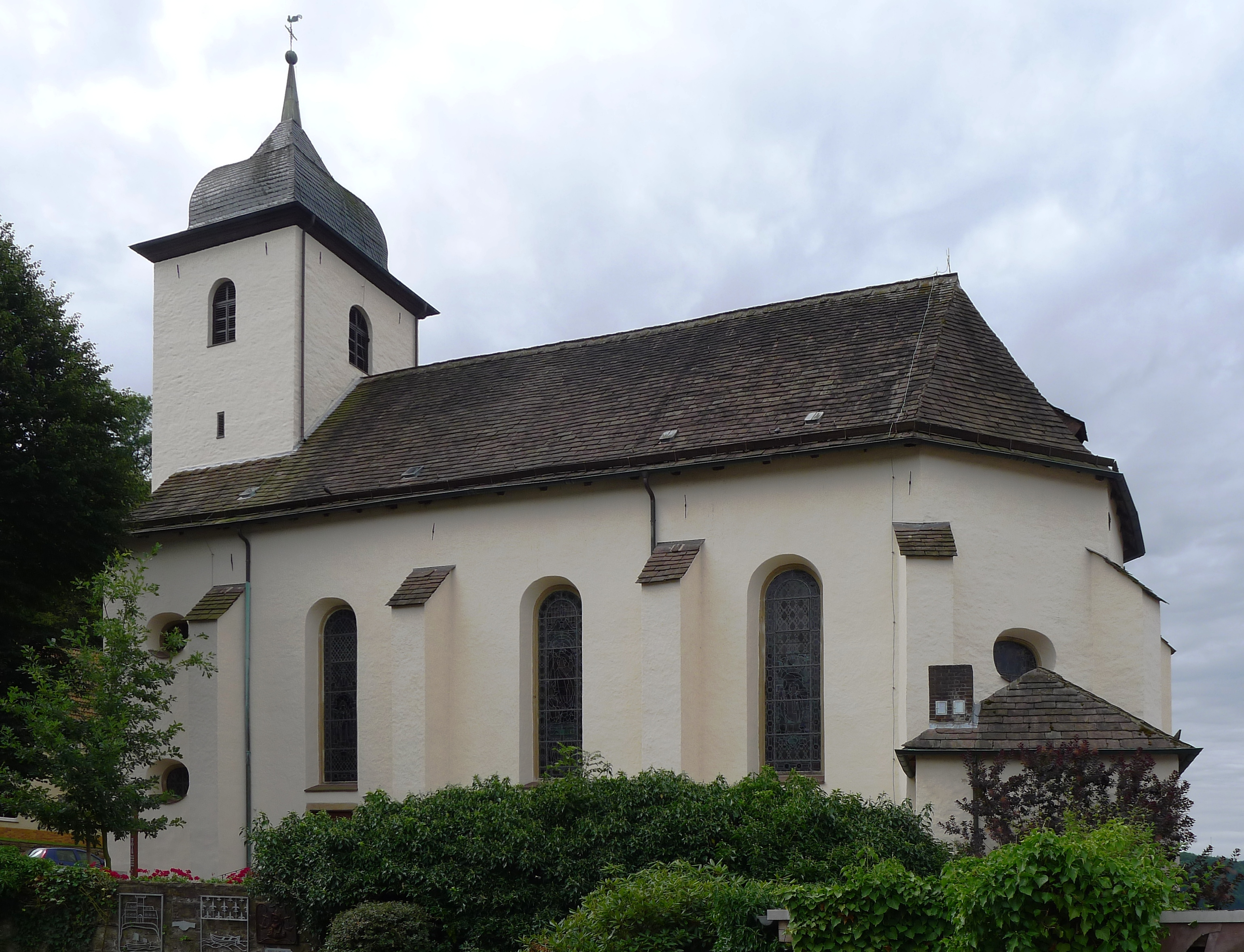
St. Bartholomeüskerk Herstelle (1711)